# Heinrich Kruspe

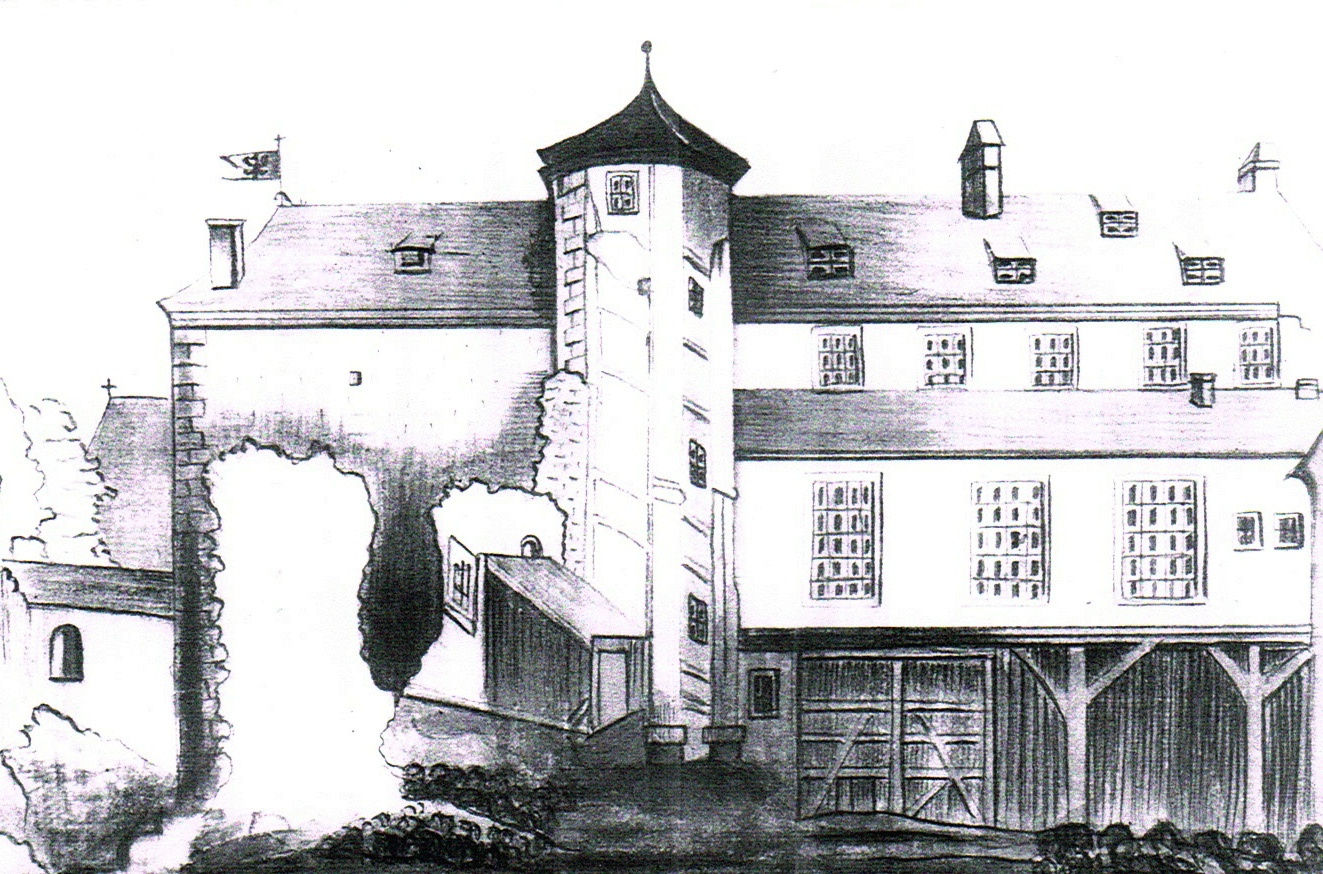
Das Haus zum Turnier in Erfurt, Zeichnung, um 1845

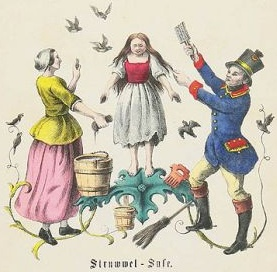
Die Struwwelsuse, 1850

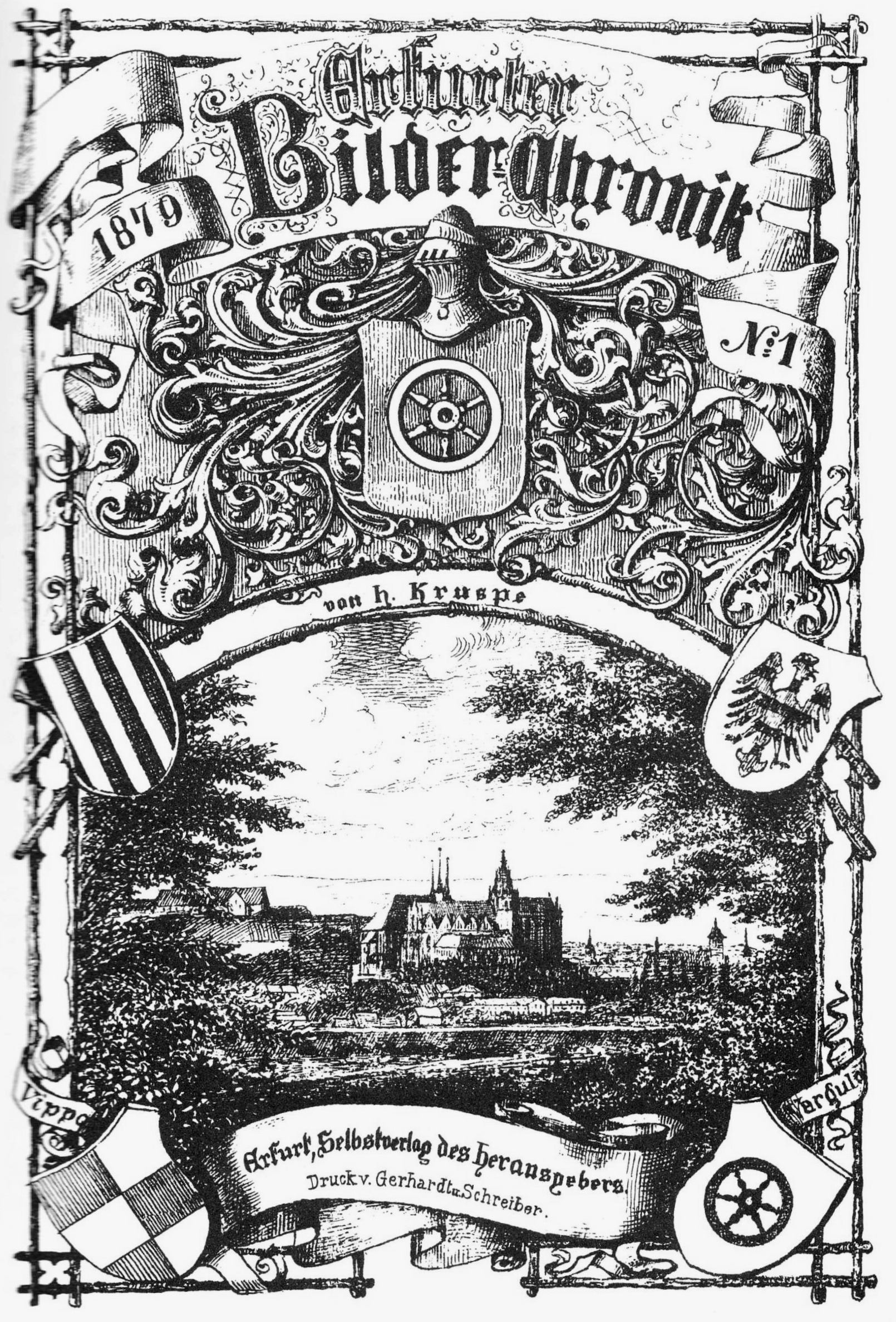
Erfurter Bilderchronik, 1879

Heinrich Johann Kruspe (* 19. August 1821 in Erfurt; † 15. April 1893 ebenda) war ein deutscher Maler, Kinderbuchautor und Chronist.

## Leben
Er besuchte zunächst das evangelische Seminar und dann die Königliche Akademie der Künste Berlin. Seine erste Anstellung fand er 1843 als Hilfslehrer an der Erfurter Taubstummenanstalt. 1844 machte er sich als Zeichenlehrer und Buchautor in Erfurt selbständig und wohnte im Hause Wenigemarkt 2.
1850 fertigte er die Zeichnungen für Mühlfelds Kinderbuch Die Struwwelsuse, das sich stark am Vorbild des 5 Jahre zuvor erschienenen Struwwelpeter von Heinrich Hoffmann orientiert. Erfolgreicher wurden sein zweibändiges Sagenbuch der Stadt Erfurt und seine Erfurter Bilderchronik. Die von ihm gefertigten Zeichnungen aus der Altstadt sind heute wichtige historische Dokumente.

## Werke
- Das Büchlein Rosenroth: 23 Bilder aus den Anschauungskreisen der Kinder, Erfurt 1845
- Neue illustri[e]rte Kinderzeitung, Verlag Friedrich Bartholomeus, Erfurt 1846
- Knospen: Sammlung von neueren Dichtungen für die Kinderwelt, Erfurt 1846
- Des Kindes Freuden und Leiden: ein Bilderbuch für artige Kinder, mit Ernst Leyde, Verlag Friedrich Bartholomeus, Erfurt 1848
- Die Struwwelsuse, oder Lustige Geschichten und drollige Bilder für Kinder, Text: Mühlfeld, Verlag Friedrich Bartholomeus, Erfurt 1850
- Schiefertafel-Lust in Bildern und Reimen, Text: Mühlfeld, Verlag Friedrich Bartholomeus, Erfurt 1853
- Sagenbuch der Stadt Erfurt, Band 1 und 2, Erfurt 1877
- Erfurter Bilder-Chronik, Ausgabe 1, Selbstverlag, Erfurt 1879
- Beiträge zur Erfurter Kunstgeschichte, Beilage zum Jahresbericht des Königlichen Realgymnasiums zu Erfurt, Erfurt 1889